# Zutkerque Churchyard
Zutkerque Churchyard is een begraafplaats gelegen in de Franse plaats Zutkerque (Pas-de-Calais). De militaire graven worden onderhouden door de Commonwealth War Graves Commission.
De begraafplaats telt 14 geïdentificeerde Gemenebest graven uit de Tweede Wereldoorlog.